# Municipio de Larrabee (Kansas)
El municipio de Larrabee (en inglés: Larrabee Township) es un municipio ubicado en el condado de Gove en el estado estadounidense de Kansas. En el año 2010 tenía una población de 61 habitantes y una densidad poblacional de 0,16 personas por km².

## Geografía
El municipio de Larrabee se encuentra ubicado en las coordenadas 38°47′57″N 100°15′10″O / 38.79917, -100.25278. Según la Oficina del Censo de los Estados Unidos, el municipio tiene una superficie total de 371.36 km², de la cual 371,31 km² corresponden a tierra firme y (0,01 %) 0,05 km² es agua.

## Demografía
Según el censo de 2010, había 61 personas residiendo en el municipio de Larrabee. La densidad de población era de 0,16 hab./km². De los 61 habitantes, el municipio de Larrabee estaba compuesto por el 96,72 % blancos, el 3,28 % eran afroamericanos. Del total de la población el 0 % eran hispanos o latinos de cualquier raza.